# Вооружённые силы Малайзии

Флаг Вооружённых сил Малайзии

Вооружённые силы Малайзии (малайск. Angkatan Tentera Malaysia) — военная организация Малайзии, предназначенная для защиты свободы, независимости и территориальной целостности государства. Состоят из сухопутных войск, военно-морских и военно-воздушных сил.

## История
Первые малайские воинские части появились в начале XX века в период британского колониального правления. 23 января 1933 года Федеральный совет объединённых малайских государств дал указ о создании первого Малайского стрелкового полка. 1 марта 1933 года из 25 добровольцев сформирована первая учебная рота, командиром стал британский майор Mcl S. Bruce из Линкольнширского полка.
К 1 января 1935 года численность учебной роты Малайского полка составила 150 рекрутов.
1 января 1938 года сформирован первый батальон, а в декабре 1941 — второй батальон.
Первое боевое крещение Малайский полк получил 14 февраля 1942 года в обороне «Опиумных холмов» против японской армии.
1 сентября 1952 года создано Федеральное подразделение разведки.
8 декабря 1986 года — окончательное формирование Королевских сухопутных войск.
Малайзия одна из 4 стран мира (Израиль, КНДР, Норвегия, Малайзия + Курдистан Ирака), где официально женщины обязательно служат в армии как и мужчины.
Летом 2010 года правительство Малайзии отправило 40 военнослужащих в Афганистан.
В октябре 2015 года было объявлено о намерении увеличить общую численность войск, участвующих в заграничных операциях.
Личный состав вооружённых сил Малайзии принимает участие в миротворческих операциях ООН (потери во всех миротворческих операциях с участием страны составили 30 человек погибшими).

## Общие сведения
| Вооружённые силы Малайзии                                       | Вооружённые силы Малайзии |
| --------------------------------------------------------------- | --- |
| Виды вооружённых сил:                                           | Сухопутные войска Малайзии (Армия Малайзийская) (малайск. Tentera Darat Malaysia); Королевские военно-морские силы Малайзии (малайск. Tentera Laut Diraja Malaysia, TLDM); Королевские военно-воздушные силы Малайзии (малайск. Tentera Udara Diraja Malaysia, TUDM) |
| Призывной возраст и порядок комплектования:                     | Вооружённые силы Малайзии комплектуются добровольцами, достигшими возраста 18 лет. |
| Человеческие ресурсы, доступные для воинской службы:            | мужчины в возрасте 16-49: 7,501,518 женщины в возрасте 16-49: 7,315,999 (2010 оценочно) |
| Человеческие ресурсы, пригодные для воинской службы:            | мужчины в возрасте 16-49: 6,247,306 женщины в возрасте 16-49: 6,175,274 (2010 оценочно) |
| Человеческие ресурсы, ежегодно достигающие призывного возраста: | мужчины: 265,008 женщины: 254,812 (2010 оценочно) |
| Военные расходы — процент от ВВП:                               | 2.03 % (2005 оценочно), 69 место в мире |

## Состав вооружённых сил

### Сухопутные войска
Сухопутные войска Малайзии, состоящие из 17 корпусов, разделены на 4 округа, 3 из которых расположены на континенте, а 4-й в Восточной Малайзии. Численность 80 тыс. человек. Подразделения специального назначения, 10-я парашютно-десантная бригада и армейская авиация являются независимыми единицами и подчиняются напрямую командующему.

### Воинские звания Сухопутных войск
Воинские звания схожи с британскими, состоят из 17 чинов.
Офицеры
Офицерский состав состоит из 3 уровней:
Старший офицерский состав
- Подполковник (Leftenan Kolonel)
- Полковник (Kolonel)
- Бригадный генерал (Brigedier Jeneral)
- Генерал-майор (Mejar Jeneral)
- Генерал-лейтенант (Leftenan Jeneral)
- Генерал (Jeneral)

Полевой офицер
- Майор (Mejar)

Младший офицерский состав
- Младший лейтенант (Leftenan Muda)
- Лейтенант (Leftenan)
- Капитан (Kapten)

Старшие командиры
- Сержант (Sarjan)
- Штаб-сержант (Staff Sarjan)
- Уорент-офицер (Pegawai Waran II, Pegawai Waran I)

Младшие командиры
- Младший капрал (Lans Koperal)
- Капрал (Koperal)

Рядовой состав
- Рекрут (Rekrut)
- Рядовой (Prebet)